# Поташевская (Вельский район)
Поташевская — деревня в Вельском районе Архангельской области. Входит в состав Муниципального образования «Благовещенское». Имеет второе неофициальное название Кузнецово

## География
Деревня расположена в 67 километрах на север от города Вельска , на правом берегу реки Устья притока Ваги. Ближайшие населённые пункты: на юге нежилая деревня Тимоневская.
Часовой пояс
Поташевская, как и вся Архангельская область, находится в часовой зоне МСК (московское время). Смещение применяемого времени относительно UTC составляет +3:00.

## Население
| 2002 | 2010 | 2012 | 2014 |
| ---- | ---- | ---- | ---- |
| 0    | ↗2   | →2   | →2   |

## История
Указана в «Списке населённых мест по сведениям 1859 года» в составе Шенкурского уезда Архангельской губернии под номером «2184» как «Поташевская(Кузнецово)». Насчитывала 5 дворов, 22 жителя мужского пола и 28 женского.
В «Списке населенных мест Архангельской губернии на 1 мая 1922 года» в деревне уже 12 дворов, 29 мужчин и 36 женщин.